# Ghiacciaio Eliason
Il ghiacciaio Eliason (in inglese Edgeworth Glacier) è un ghiacciaio lungo 8,5 km situato sulla costa di Nordenskjöld, nella parte orientale della Terra di Graham, in Antartide. Il ghiacciaio, il cui punto più alto si trova 651 m s.l.m., si trova a ovest del monte Hornsby e fluisce verso sud a partire dall'altopiano Detroit fino ad arrivare al ghiaccio pedemontano a nord dell'insenatura di Larsen.

## Storia
Il ghiacciaio Eliason è stato mappato dal British Antarctic Survey, che all'epoca si chiamava ancora Falkland Islands and Dependencies Survey, grazie a fotografie aeree scattate durante una spedizione della stessa agenzia nel 1960-61 ed è stato poi così battezzato dal Comitato britannico per i toponimi antartici in onore della motoslitta Eliason, inventata nel 1942 in Svezia ed oggi prodotta in Canada,  utilizzata nel Canada artico sin dal 1950 e in Antartide dal 1960.